# Fortjärnen, Ångermanland
Fortjärnen är en sjö i Sollefteå kommun i Ångermanland och ingår i Moälvens huvudavrinningsområde.